# Vecchia America (film 1951)
Vecchia America (On Moonlight Bay) è un film del 1951, diretto da Roy Del Ruth.

## Trama
Marjorie vive insieme ai suoi genitori e a suo fratello minore in un piccolo paese dell'Indiana ed è innamorata di Bill Sherman, il suo vicino di casa. Poiché Bill ha idee moderne e rivoluzionarie, il padre di Majorie tenta in ogni modo di ostacolare il loro amore ed è raggiante quando il ragazzo, che ha deciso di proseguire gli studi, si iscrive all'università e lascia la città. Nell'appartamento, al suo posto, arriva Hubert Wakely, un giovanotto serio, posato e con un ottimo impiego che al padre di Marjorie piace molto. Hubert però ha delle strane manie che lo rendono ridicolo e per le quali la ragazza si fa beffe di lui e quando, dopo qualche tempo, Bill torna in città per esibirsi al fianco di Marjorie in uno spettacolo di beneficenza, appare chiaro a tutti che l'amore tra i due non si è sopito con la lontananza. Bill dopo la laurea decide di arruolarsi e partire per l'Europa dove si sta combattendo la prima guerra mondiale. Marjorie ha intenzione di partire con lui e, quando il padre si oppone fermamente, Bill chiede una licenza per poterla sposare. Lei lo aspetterà.